# ویرجینیا جانسون
ویرجینیا جانسون (به انگلیسی: Virginia E. Johnson) با نام اصلی مری ویرجینیا اشلمن (به انگلیسی: Mary Virginia Eshelman) (زاده ۱۱ فوریه ۱۹۲۵ - درگذشته ۲۴ ژوئیه ۲۰۱۳) یکی از درمانگران اختلالات جنسی بود که بخاطر تحقیقاتش به همراه ویلیام مسترز بر روی پاسخ جنسی انسان شهرت دارد.و بیشتر به خاطر عضویت اش در تحقیقات مسترز و جانسون شناخته میشود.یک سریال دراماتیک از تحقیقات ویلیام مسترز و ویرجینیا جانسون به نام کارشناسان سکس در رایطه با پاسخ جنسی انسان از شبکه شو تایم امریکا در سال ۲۰۱۳ ساخته شده است. همچنین کتابی تحت عنوان واکنش جنسی انسان با ترجمه هدایت موتابی در انتشارات فروزش به چاب رسیده است.